# Meixedo (Bragança)
Meixedo ist ein Ort und eine ehemalige Gemeinde (Freguesia) im portugiesischen Kreis Bragança. Die Gemeinde hatte 163 Einwohner (Stand 30. Juni 2011).
Am 29. September 2013 wurden die Gemeinden Meixedo, Bragança (Sé) und Bragança (Santa Maria) zur neuen Gemeinde União das Freguesias de Sé, Santa Maria e Meixedo zusammengeschlossen.